# 久留米広域市町村圏事務組合
久留米広域市町村圏事務組合（くるめこういきしちょうそんけんじむくみあい、英：Kurume Large Area Municipal Corp）とは、福岡県久留米地域に存する複合的一部事務組合である。

## 所在地
- 福岡県久留米市東櫛原町999番地1

## 構成市町
- 久留米市
- 大川市
- 小郡市
- うきは市
- 大刀洗町
- 大木町

## 常備消防事務
久留米広域消防本部（くるめこういきしょうぼうほんぶ）は、福岡県久留米市にある消防本部。

### 沿革
【久留米広域市町村圏事務組合・久留米広域消防本部】
- 1970年10月　久留米広域市町村圏事務組合設立
- 2009年4月1日　解散した福岡県南広域消防組合および閉庁した久留米市消防本部の事務を承継し、久留米広域消防本部を発足。
- 2011年3月14日　消防庁の要請を受けて東日本大震災の被災地（宮城県山元町）に緊急消防援助隊を派遣。
- 2011年10月1日　高度救助隊「KSR（Kurume Super　Rescue）」が発足。
- 2015年11月17日 東出張所を筑後地域消防指令センター・久留米消防署東出張所合同庁舎内に移転。
- 2015年12月8日 久留米広域消防本部を含む筑後地域8つの消防本部の指令業務を、東出張所を筑後地域消防指令センター・久留米消防署東出張所合同庁舎に新設された筑後地域消防指令センターに統合[1]
- 2019年4月1日　大川市消防本部と統合。管轄区域に大川市が加わり、4市2町となる。大川消防署を設置。

【旧久留米市消防本部】
- 1947年10月1日　官設消防として、久留米消防署を開設。
- 1947年10月　梅満町派出所を開設。
- 1947年12月　御井町派出所を開設。
- 1948年1月　梅満町派出所を廃止。
- 1948年3月7日　自治体消防として、久留米市消防本部・久留米市消防署を開設。
- 1948年5月　大石町派出所を開設。
- 1951年9月　消防本部庁舎が完成し移転。
- 1959年5月　東出張所を開設。御井町派出所・大石町派出所を廃止。
- 1963年10月　消防庁舎が完成し移転。
- 1964年7月　南出張所を開設。天神町派出所を廃止。
- 1967年4月　大善寺派出所を開設。
- 1968年4月　西出張所を開設。大善寺派出所を廃止。
- 1971年11月　三井郡小郡町（現：小郡市）・大刀洗町・北野町・浮羽郡浮羽町・吉井町・田主丸町・三潴郡三潴町・城島町・大木町が久留米地区広域消防組合を設立。組合議会にて消防事務を久留米市に委託することを議決。
- 1972年1月1日　久留米市が久留米地区広域消防組合より消防事務を受託し、広域消防行政発足。
- 1972年12月　はしご付消防車を久留米市消防署に配備。
- 1978年3月　救助工作車を久留米市消防署に配備。
- 1979年3月　化学消防車を東出張所に配備。
- 1979年6月　消防音楽隊が発足。
- 1979年9月30日　久留米地区広域消防組合の消防事務受託を廃止。
  - 久留米地区広域消防組合は1985年1月に福岡県南広域消防組合へ改称。
- 1981年4月　善導寺派出所を開設。
- 1986年1月　善導寺派出所が出張所に昇格。
- 1987年3月　久留米地区広域消防組合への職員派遣を解消。
- 1994年10月　現消防本部・消防署庁舎が完成。
- 1997年2月　初の高規格救急車を消防署に配備。
- 2000年3月　消防本部Webサイトを開設。
- 2005年2月5日　田主丸町・北野町・城島町・三潴町を編入合併。
  - 常備消防事務は、旧4町の区域を福岡県南広域消防組合に継続加入。
- 2007年4月1日　福岡県南広域消防組合の消防緊急通信指令業務に関する事務委託を受け、共同運用を開始。
- 2009年3月31日　福岡県南広域消防組合との統合のため、久留米市消防本部を閉庁。

【旧福岡県南広域消防組合】
- 1971年11月25日　三井郡小郡町（現：小郡市）・大刀洗町・北野町・浮羽郡浮羽町・吉井町・田主丸町・三潴郡三潴町・城島町・大木町が久留米地区広域消防組合を設立。
- 1971年11月27日　組合議会にて消防事務を久留米市に委託することを議決。
- 1972年1月1日　久留米市に消防事務を委託し、広域消防行政発足。
- 1972年8月1日　浮羽消防署・三井消防署を開設。
- 1972年8月5日　三潴消防署仮庁舎を開設。
- 1972年11月1日　三潴消防署庁舎が落成。
- 1973年5月1日　浮羽出張所を開設。
- 1973年12月　三井出張所を開設。
- 1979年9月30日　久留米市への消防事務委託を廃止。
- 1979年10月1日　久留米地区広域消防組合消防本部を開設。1本部3署2出張所体制で業務を開始。
- 1985年1月　久留米地区広域消防組合を福岡県南広域消防組合に改称。
- 1987年3月31日　久留米市との間で実施してきた職員相互派遣を解除。
- 1988年11月1日　三国出張所を開設。
- 1989年3月20日　救助工作車を浮羽消防署に配備。
- 2003年4月1日　高規格救急車を三井出張所に配備し、救急救命士による運用を開始。
- 2003年6月1日　消防組合Webサイトを開設。
- 2005年2月5日　田主丸町・北野町・城島町・三潴町が久留米市に編入合併。この4町区域に限り久留米市が新たに組合に加入。
- 2005年3月20日　吉井町・浮羽町の新設合併に伴い、うきは市が発足。
- 2007年4月1日　消防緊急通信指令業務を久留米市へ事務委託。
- 2009年3月31日　久留米市消防本部との統合のため、福岡県南広域消防組合が解散。

### 組織
- 本部 - 総務課、人事研修課、予防課、救急防災課、情報指令課
- 消防署 - 警防課、消防課

### 主力機械

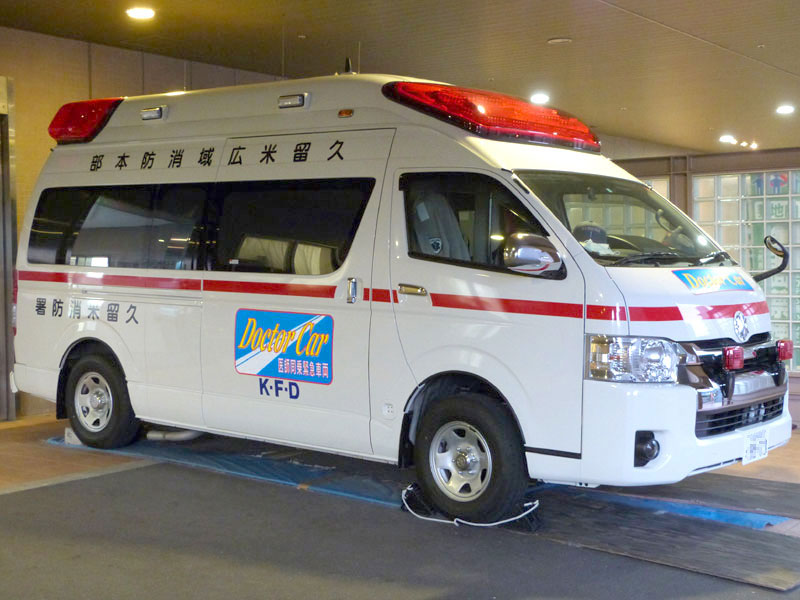
高規格救急車でドクターカー

2007年4月1日現在
- 普通消防ポンプ自動車：6
- 水槽付消防ポンプ自動車：3
- はしご付消防自動車：4
- 化学消防自動車：1
- 小型ポンプ積載車：2
- 救急自動車：17
- 救助工作車：4
- 指揮車：4
- 広報車：3
- 資機材搬送車：4
- 連絡車：4
- その他：2

### 消防署
| 消防署       | 住所                      | 出張所 |
| ------------ | ------------------------- | --- |
| 久留米消防署 | 久留米市東櫛原町999-1     | 東：久留米市山川沓形３－１５ 筑後地域消防指令センター・久留米消防署東出張所合同庁舎1F・2F 善導寺：久留米市善導寺町飯田907-1 南：久留米市上津1-5-20 西：久留米市大善寺町宮本96-44 |
| 三井消防署   | 小郡市大板井279-2         | 三井：三井郡大刀洗町大字下高橋381-1 三国：小郡市三沢4626-5 |
| 浮羽消防署   | 久留米市田主丸町鷹取682-1 | 浮羽：うきは市浮羽町東隈上419-7 |
| 三潴消防署   | 久留米市城島町江上上165-1 | なし |
| 大川消防署   | 大川市郷原483-5           | なし |

東出張所内には、久留米広域消防本部を含む、筑後地域7つの消防本部の消防通信指令業務を担当する、筑後地域消防通信指令事務協議会・筑後地域地域消防指令センターが設置されている。（庁舎3-5階）